# راينر كليميك
راينر كليميك (Reiner Klimke) هو لاعب أولمبي لرياضة الفروسية من ألمانيا. شارك في الأولمبياد الصيفي في 1964–1988، وفاز بما مجموعه 8 ميداليات.

## الميداليات
| ذهب | فضة | برونز | المجموع |
| 6   | 0   | 2     | 8       |

## روابط خارجية
- راينر كليميك على موقع IMDb (الإنجليزية)
- راينر كليميك على موقع ميوزك برينز (الإنجليزية)
- راينر كليميك على موقع أوليمبيديا (الإنجليزية)